# Rävjakten
Rävjakten är en bok skriven Sven Nordqvist som utgavs år 1986. Boken publicerades av förlaget Opal.

## Handling
Pettson och Findus får besök av grannen Gustavsson som säger att en räv har tagit en av hans hönor och att han skall på rävjakt. Pettson bestämmer sig för att skrämma bort räven med fällor istället för att skjuta den som Gustavsson föreslog. Pettson bygger en konstgjord höna fylld med peppar som bete och sätter ut smällare. Han sätter också upp en linbana mellan huset de bor i och ett träd på andra sidan gården. Findus skall sedan utklädd som spöke åka längs linbanan till andra sidan gården medan han ska skrika "du skall inte stjäla höns". När fällan blivit gillrad är det inte räven som hamnar i den utan Gustavsson. Findus skriker "du skall inte jaga rävar" istället för "du skall inte stjäla höns". Gustavsson lovar att aldrig mer jaga rävar och räven blir så skrämd av spektaklet att den aldrig mer kommer tillbaka.